# Línea 518 (La Plata)
La línea 518 es una línea de colectivos urbana del Partido de La Plata. Une el Barrio Aeropuerto con la República de los Niños.
La línea es operada por la empresa Autobuses Santa Fe a través de Empresa Línea Siete S.A.T.
Entre 2010 y febrero de 2013, la empresa fue operada en por las empresas Línea 7 S.A.T, en su época independiente; Unión Platense S.R.L y Nueve de Julio S.A.T.

## Recorrido[3]
Servicio diurno.
|  | KBHFa |

| FLUG | BHF |  |

|  | BHF |

|  | BHF |

|  | BHF |

|  | BHF |

|  | BHF |

|  | BHF |

| BUS2 | BHF |  |

|  | BHF |

|  | BHF |

|  | BHF |

|  | BHF |

|  | BHF |

|  | BHF |

|  | BHF |

|  | BHF |

|  | KBHFe |